# Старосеменкино
Старосемёнкино (баш. Иҫке Семенкин) — село в Белебеевском районе Республики Башкортостан. Административный центр Семенкинского сельсовета.

## Название
Основано как Семёнкино.
В 1865 упоминается как Семёнкино (Курган) — второе название по реке Курган.
С образованием во 2-й половине XIX века выселка Новосемёнкино, получило именование «Старосемёнкино».

## География

### Географическое положение
Расстояние до:
- районного центра (Белебей): 29 км,
- ближайшей ж/д станции (Аксаково): 41 км.

## История
Основано в середине 18 века чувашами-новокрещенами по договору о припуске на вотчинных землях башкир Канлинской волости Казанской дороги под названием Семёнкино.
В 1763 г. неподалёку от села на р. Курган построен медеплавильный завод, принадлежавший графу С. П. Ягужинскому.
Старосемёнкино входило в Белебеевский уезд Уфимской губернии.

## Население
| 2002 | 2009 | 2010 |
| ---- | ---- | ---- |
| 410  | ↗430 | ↗437 |

### Историческая численность населения
В 1865—325 человек, в 1906—685; 1920—824; 1939—807; 1959—734; 1989—368; 2002—410.

### Национальный состав
Согласно переписи 2002 года, преобладающая национальность — чуваши (85 %).

## Известные уроженцы, жители
- Михайлов, Александр Алексеевич (1894—1977) — советский юрист, педагог.

## Инфраструктура
Личное подсобное хозяйство с зоной сельскохозяйственного использования, индивидуальная застройка усадебного типа. В 1865 году в Семёнкино (Курган) 42 двора.
МАОУ ООШ С. Старосеменкино, «Семенкинский СДК», фельдшерско-акушерский пункт, библиотека.
Жители в старину занимались земледелием, изготовлением дровней и саней. Было 2 водяные мельницы.

## Транспорт
Автобусное сообщение с райцентром. Остановка общественного транспорта «Старосеменкино».